# Jonathan McClark
Jonathan McClark né le 17 mars 1977 à Providence aux États-Unis, est un joueur américain de basket-ball évoluant au poste de pivot.

## Biographie
Hormis une première expérience en Espagne à Cordoue, Jonathan McClark a passé l'essentiel de sa carrière en France notamment en Pro B, la deuxième division française.
En septembre 2013, il signe un contrat de 2 ans avec le Stade clermontois.
En juin 2015, il rejoint le club de La Berrichonne de Châteauroux en NM3 comme joueur mais aussi en tant que commercial chargé des partenariats,.

## Clubs successifs
- 2001 - 2002 :  Baloncesto Córdoba (LEB 1)
- 2002 - 2003 :  Levallois Sporting Club (NM1)
- 2003 - 2005 :  SPO Rouen Basket (Pro B)
- 2005 - 2008 :  Aix Maurienne Savoie Basket (Pro B)
- 2008 - 2009 :  SPO Rouen Basket (Pro A)
- 2009 - 2010 :  Jeunesse laïque de Bourg-en-Bresse (Pro B)
- 2010 - 2011 :  Étoile de Charleville-Mézières (Pro B)
- 2011 - 2015 :  Stade Clermontois (NM1/NM2)
- 2015-2016 :  La Berrichonne de Châteauroux (NM3)